# مهري خاتون
مهري خاتون (ق. 1460 - ق. 1506) كانت شاعرة عثمانية. كانت ابنة قاضٍ عثماني، ووفقًا للمصادر فقد قضت معظم حياتها في أماسية وما حولها في الأناضول. تشير الوثائق إلى أنها كانت عضوًا في الدائرة الأدبية لشاهزاد أحمد، ابن السلطان بايزيد الثاني. يشار إليها باسم "سافو العثمانيين".

## الشِعر
تكشف قصائد السيدة مهري عن فنانة متأصلة في الأدب التركي والفارسي، وتكتب بأشكال مثل الغزل، فضلًا عن تلقيها تعليمًا أدبيًا عميقًا. يصف النقاد المعاصرون، مثل برنارد لويس، أسلوبها بأنه "يحتفظ بنضارة وبساطة ملحوظة".